# گربه نره و روباه مکار

گربه نره و روباه مکار

گربه نره و روباه مکار (به ایتالیایی: Il Gatto e la Volpe) از شخصیت‌های داستان ماجراهای پینوکیو، اثر نویسنده ایتالیایی کارلو کُلودی هستند که در طول داستان همواره سعی در فریب پینوکیو، شخصیت اصلی داستان، دارند.
در ایران، امیرحسین خسروی در نقش گربه نره و ابوالفضل رضاپور در نقش روباه مکار اجرا شده‌ است. مرتضی احمدی دوبلور روباه مکار بوده است.